# 丹德尔
丹德尔（1893年—1964年），男，青海同德人，中国宗教人物、政治人物，曾任海南藏族自治州州长，青海省政协副主席。